# Kabete
Kabete är en ort i distriktet Kiambu i provinsen Central i Kenya. År 1999 hade staden 29 308 invånare.